# Paul Clarvis

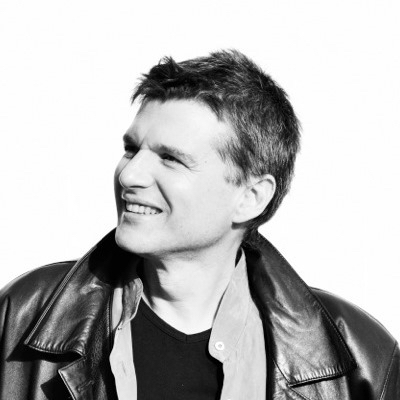
Paul Clarvis

Paul Clarvis (* 9. April 1963 in London) ist ein britischer Schlagzeuger und Perkussionist, der insbesondere im Modern Jazz hervorgetreten ist.

## Leben und Wirken
Clarvis spielte während seiner Schulzeit zunächst in einer Dixieland-Band, später in Rockbands; auch gehörte er zum National Youth Orchestra. Er erhielt Unterricht bei Jimmy Benson, später bei Dave Hassell und bei Jim Blackley in Toronto, sowie Unterweisung an der Tabla bei Yousuf Ali Khan. Nachdem er ein Stipendium gewonnen hatte, konnte er von 1981 bis 1983 am Royal College of Music studieren. Er arbeitete zunächst in Musicals wie West Side Story und im Bereich der Klassik mit dem London Sinfonietta und Leonard Bernstein, bevor er sich in den 1990er Jahren auf der Jazzszene etablieren konnte. Er arbeitete mit Gordon Beck und Nick Weldon und gründete mit Stuart Hall, Sonia Slany und Thad Kelly seine eigene Gruppe Orquestra Mahatma, mit der er auch aufnahm. 1996 gehörte er zum Quartett von Stan Sulzmann, zum Trio von Alec Dankworth und zu Martin Speakes Five Pitch, begleitete aber auch Christine Tobin. Harrison Birtwistle stellte ihn im selben Jahr in der Night of the Proms als Solisten heraus. Mit John Law und Tim Wells tourte er 1998 genauso wie mit Andy Sheppard. Auch gehörte er zu Colin Towns’ Mask Orchestra, Henry Lowthers Still Waters und bildete zusammen mit Norma Winstone, Kenny Wheeler und Fred Hersch Four in Perspective. Auch holte ihn John Williams zu seinen Friends. Weiter gehörte er zum Trio Liquorice Stick Allsorts mit Alan Barnes und Jim Hart und zu Josephine Davies’ Trio Sartori.
Als Studiomusiker war er häufig für die Filmstudios tätig. Auch arbeitete er für Mick Jagger, Elvis Costello, Elton John, Paul McCartney, Annie Lennox, Sting, Bryan Ferry, Mark-Anthony Turnage (Greek), Richard Thompson (Industry), Moondog (Bigband), John Adams (Chamber Symphony), McFly, John Harle (Terror and Magnificence, Silencium), Matthew Herbert, Hugh Masekela oder Sally Potter (The Roads not Taken). Als Professor lehrte er an der Royal Akademy of Music.

## Diskographische Hinweise
- Paul Clarvis, Stan Sulzmann, Tony Hymas For All the Saints (1997)
- Fred Hersch, Norma Winstone, Kenny Wheeler, Paul Clarvis 4 In Perspective (2000)
- Drumming (2009)
- Paul Clarvis, Liam Noble & Cathy Jordan: Freight Train (2022)

## Lexikalische Einträge
- Ian Carr, Digby Fairweather, Brian Priestley The Rough Guide to Jazz. Rough Guides, London 2004, ISBN 1-84353-256-5.
- John Chilton: Who’s Who of British Jazz. Continuum International Publishing Group, London 2004, ISBN 0-8264-7234-6